# Slightly Mad Studios
Slightly Mad Studios est un studio de développement de jeux vidéo indépendant basé à Londres en Angleterre. 

## Histoire
Le 12 janvier 2009, l'entreprise rachète Blimey! Games .
En septembre 2009, Slightly Mad Studio sort Need for Speed: Shift édité par Electronic Arts. L'entreprise fonctionne selon le mode du développement distribué, avec des développeurs vivant à travers le monde et travaillant à distance.
Slightly Mad Studio compte avec son propre moteur de jeu vidéo, la Madness Engine, avec lequel sont développés les jeux Project CARS, Test Drive: Ferrari Racing Legends, Shift 2: Unleashed. En 2020, Reiza Studios se sert du moteur pour développer le titre Automobilista 2. 
Slightly Mad a été classé 17e meilleur développeur dans la liste de Develop 100 en 2010.
Le 2 janvier 2019, le PDG et fondateur du Studio, Ian Bell, annonce que la société prépare le lancement de sa propre console, la Mad Box. L'appareil est censé prendre en charge des titres en 4K VR à 60 fps. Son introduction est prévue en 2022,. 
En novembre 2019, Codemasters rachète le studio.

## Jeux développés
| Titre                              | Date de sortie | Plates-formes                    |
| ---------------------------------- | -------------- | -------------------------------- |
| Need for Speed: Shift              | 2009           | PlayStation 3, Windows, Xbox 360 |
| Shift 2: Unleashed                 | 2011           | PlayStation 3, Windows, Xbox 360 |
| Test Drive: Ferrari Racing Legends | 2012           | PlayStation 3, Windows, Xbox 360 |
| Project CARS                       | 2015           | PlayStation 4, Windows, Xbox One |
| Red Bull Air Race: The Game        | 2016           | Windows                          |
| Project CARS 2                     | 2017           | PlayStation 4, Windows, Xbox One |
| World of Speed                     | NC             | Windows                          |
| Fast & Furious Crossroads          | 2020           | PlayStation 4, Windows, Xbox One |
| Project CARS 3                     | 2020           | PlayStation 4, Windows, Xbox One |
| Project CARS GO                    | 2021           | IOS, Android                     |